# Distretto di Raipur
Il distretto di Raipur è un distretto del Chhattisgarh, in India, di 3 009 042 abitanti. Il suo capoluogo è Raipur.